# Instalacja sanitarna

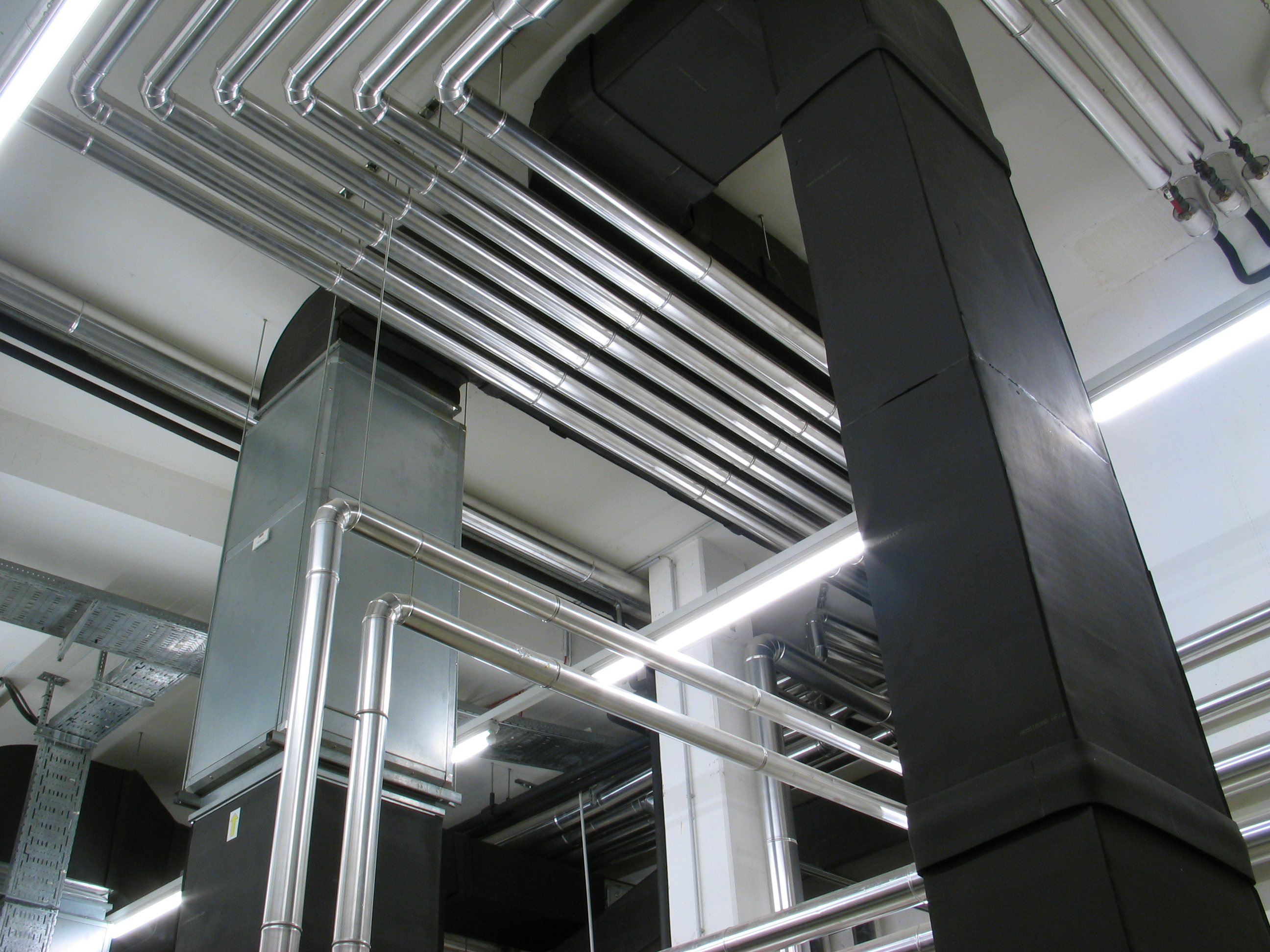
Instalacje sanitarne w budynku

Instalacja sanitarna – zespół instalacji budowlanych wewnątrz i na zewnątrz budynku, w zakresie takich mediów jak: woda, ścieki, powietrze i gaz.
W skład instalacji sanitarnych wchodzą:
- instalacja wodna (wody zimnej, wody ciepłej, wody cyrkulacyjnej)
- instalacja kanalizacyjna (sanitarna, deszczowa, technologiczna)
- instalacja przeciwpożarowa (tryskaczowa, hydrantowa)
- instalacja grzewcza
- instalacja chłodnicza (lub inaczej ziębnicza)
- instalacja freonowa
- instalacja wentylacji (wentylacji mechanicznej, wentylacji grawitacyjnej, aeracji)
- instalacja wentylacji pożarowej (oddymiania, nawiewu pożarowego)
- instalacja klimatyzacji
- instalacja gazowa
- instalacja olejowa
- instalacja sprężonego powietrza
- instalacja spalinowa